# Jens Langknivs Hule
Jens Langknivs Hule er en langdysse i Ulvedal Plantage, den er 36 meter lang og 7,5 meter bred og med to stengrave såkaldte hellekister beliggende i dyssens nordøstlige side.
Navnet Jens Langknivs Hule stammer fra sagnene om Jens Langkniv, der omkring år 1600 holdt til i Midtjylland, ifølge overleveringen skjulte han sig i gravhøjen. Det er især Jeppe Aakjær og Steen Steensen Blicher, som i 1800-tallet har været med til at forme de historier, som endnu i dag fortælles om Jens Langkniv. Røverhistorierne om Jens Langkniv blev også viderefortalt mand og mand imellem på Den Jyske Alhede.

## Galleri
- Hellekiste
- Hellekiste
- De to hellekister
- Langdyssen set fra øst